# The Official MENA Chart

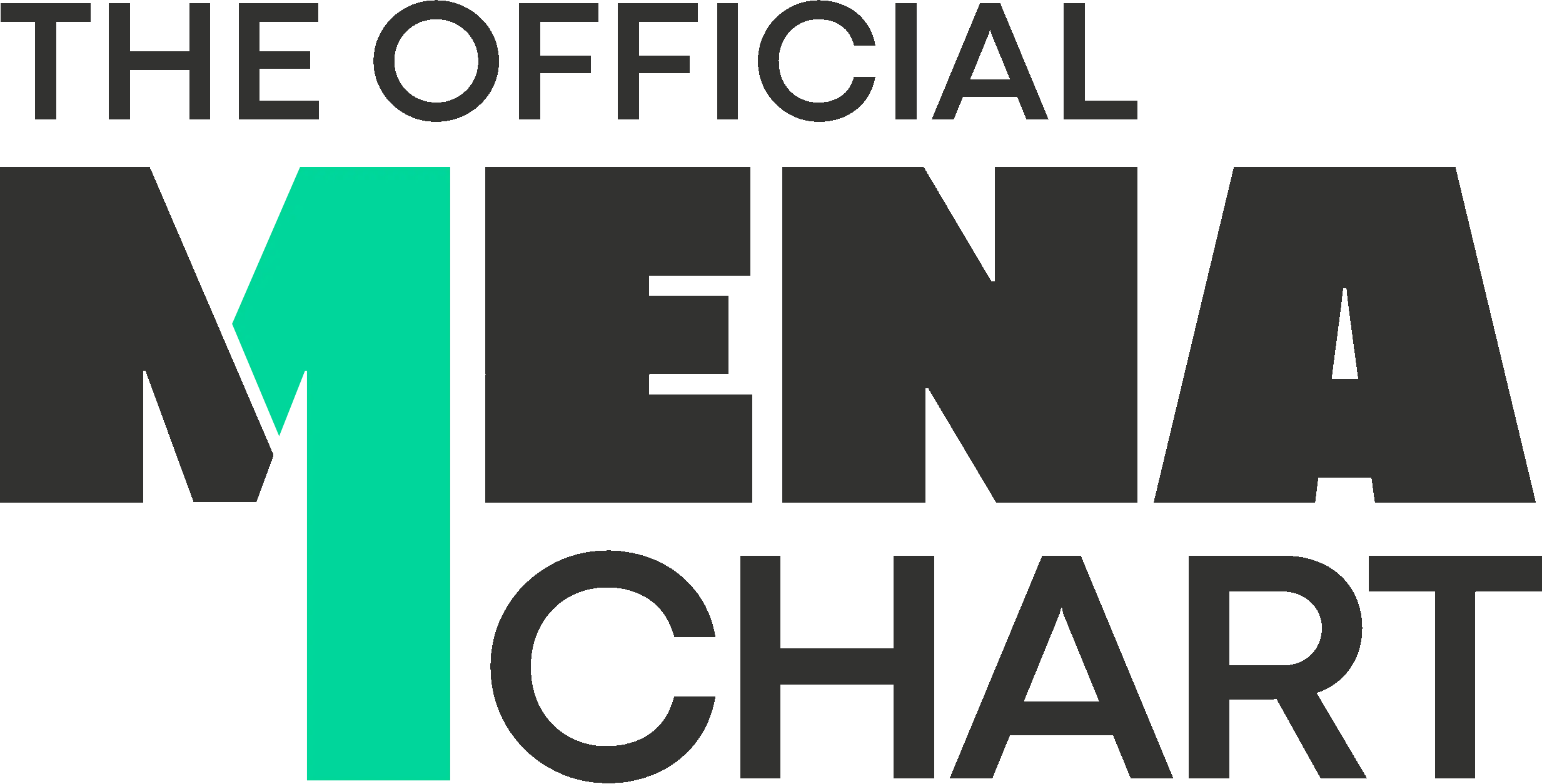
Logo della classifica

The Official MENA Chart (in arabo قائمة أفضل أغاني مينا الرسمية‎?, Qāʾimat ʾAfḍal ʾAghānī Mīnā r-Rasmiyya) è la classifica dei brani musicali più riprodotti in streaming in Medio Oriente e Nordafrica, lanciata il 29 novembre 2022 e redatta settimanalmente dall'International Federation of the Phonographic Industry.
La classifica, contemplante i dati di riproduzione in streaming ricavati dalle piattaforme Anghami, Apple Music, Deezer, Spotify e YouTube, raggruppa le venti canzoni più popolari in tredici paesi: Algeria, Arabia Saudita, Bahrein, Egitto, Emirati Arabi Uniti, Giordania, Iraq, Kuwait, Libano, Marocco, Oman, Qatar e Tunisia.

## Singoli al numero uno

### 2022
| Settimana        | Settimana        | Artista | Brano     | Note  |
| Inizio           | Fine             | Artista | Brano     | Note  |
| ---------------- | ---------------- | ------- | --------- | ----- |
| 18 novembre 2022 | 24 novembre 2022 | Rema    | Calm Down | [ 2 ] |
| 25 novembre 2022 | 1º dicembre 2022 | Rema    | Calm Down | [ 3 ] |
| 2 dicembre 2022  | 8 dicembre 2022  | Rema    | Calm Down | [ 4 ] |
| 9 dicembre 2022  | 15 dicembre 2022 | Rema    | Calm Down | [ 5 ] |
| 16 dicembre 2022 | 22 dicembre 2022 | Rema    | Calm Down | [ 6 ] |
| 23 dicembre 2022 | 29 dicembre 2022 | Rema    | Calm Down | [ 7 ] |

### 2023
| Settimana         | Settimana         | Artista                   | Brano                | Note   |
| Inizio            | Fine              | Artista                   | Brano                | Note   |
| ----------------- | ----------------- | ------------------------- | -------------------- | ------ |
| 30 dicembre 2022  | 5 gennaio 2023    | Rema                      | Calm Down            | [ 8 ]  |
| 6 gennaio 2023    | 13 gennaio 2023   | Rema                      | Calm Down            | [ 9 ]  |
| 14 gennaio 2023   | 20 gennaio 2023   | Rema                      | Calm Down            | [ 10 ] |
| 21 gennaio 2023   | 27 gennaio 2023   | Miley Cyrus               | Flowers              | [ 11 ] |
| 28 gennaio 2023   | 3 febbraio 2023   | Miley Cyrus               | Flowers              | [ 12 ] |
| 4 febbraio 2023   | 10 febbraio 2023  | Miley Cyrus               | Flowers              | [ 13 ] |
| 11 febbraio 2023  | 17 febbraio 2023  | Rema                      | Calm Down            | [ 14 ] |
| 17 febbraio 2023  | 23 febbraio 2023  | Rema                      | Calm Down            | [ 15 ] |
| 24 febbraio 2023  | 4 marzo 2023      | Ahmed Saad                | Ader Akmel           | [ 16 ] |
| 3 marzo 2023      | 9 marzo 2023      | Ahmed Saad                | Ader Akmel           | [ 17 ] |
| 10 marzo 2023     | 16 marzo 2023     | Ahmed Saad                | Ader Akmel           | [ 18 ] |
| 17 marzo 2023     | 23 marzo 2023     | Rema                      | Calm Down            | [ 19 ] |
| 24 marzo 2023     | 30 marzo 2023     | Jimin                     | Like Crazy           | [ 20 ] |
| 31 marzo 2023     | 6 aprile 2023     | Rema                      | Calm Down            | [ 21 ] |
| 7 aprile 2023     | 13 aprile 2023    | Rema                      | Calm Down            | [ 22 ] |
| 14 aprile 2023    | 20 aprile 2023    | Rema                      | Calm Down            | [ 23 ] |
| 21 aprile 2023    | 27 aprile 2023    | Ramy Sabry                | Ymken Kher           |        |
| 28 aprile 2023    | 4 maggio 2023     | Ramy Sabry                | Ymken Kher           |        |
| 5 maggio 2023     | 11 maggio 2023    | Ramy Sabry                | Ymken Kher           |        |
| 12 maggio 2023    | 18 maggio 2023    | Mahmoud Al-Turky          | Asheq Majnoon        |        |
| 19 maggio 2023    | 25 maggio 2023    | Mahmoud Al-Turky          | Asheq Majnoon        |        |
| 26 maggio 2023    | 1 giugno 2023     | Mahmoud Al-Turky          | Asheq Majnoon        |        |
| 2 giugno 2023     | 8 giugno 2023     | Mahmoud Al-Turky          | Asheq Majnoon        |        |
| 9 giugno 2023     | 15 giugno 2023    | Mahmoud Al-Turky          | Asheq Majnoon        |        |
| 16 giugno 2023    | 22 giugno 2023    | Mahmoud Al-Turky          | Asheq Majnoon        |        |
| 23 giugno 2023    | 29 giugno 2023    | Mahmoud Al-Turky          | Asheq Majnoon        |        |
| 30 giugno 2023    | 6 luglio 2023     | Mahmoud Al-Turky          | Asheq Majnoon        |        |
| 7 luglio 2023     | 13 luglio 2023    | Mahmoud Al-Turky          | Asheq Majnoon        |        |
| 14 luglio 2023    | 20 luglio 2023    | Nawal                     | Mekhsmak             |        |
| 21 luglio 2023    | 27 luglio 2023    | Jung Kook ft. Latto       | Seven                |        |
| 28 luglio 2023    | 3 agosto 2023     | Nawal                     | Mekhsmak             | [ 24 ] |
| 4 agosto 2023     | 10 agosto 2023    | Nawal                     | Mekhsmak             |        |
| 11 agosto 2023    | 17 agosto 2023    | Nawal                     | Mekhsmak             |        |
| 18 agosto 2023    | 24 agosto 2023    | Nawal                     | Mekhsmak             |        |
| 25 agosto 2023    | 31 agosto 2023    | Nawal                     | Mekhsmak             |        |
| 1 settembre 2023  | 7 settembre 2023  | Nawal                     | Mekhsmak             |        |
| 8 settembre 2023  | 14 settembre 2023 | Nawal                     | Mekhsmak             |        |
| 15 settembre 2023 | 21 settembre 2023 | Nawal                     | Mekhsmak             |        |
| 22 settembre 2023 | 28 settembre 2023 | Majid Al Mohandis         | Janant Galbi         |        |
| 29 settembre 2023 | 5 ottobre 2023    | Nawal                     | Mekhsmak             |        |
| 6 ottobre 2023    | 12 ottobre 2023   | Jung Kook ft. Jack Harlow | 3D                   |        |
| 13 ottobre 2023   | 19 ottobre 2023   | Jung Kook ft. Jack Harlow | 3D                   |        |
| 20 ottobre 2023   | 26 ottobre 2023   | TalkinToys                | Bleeding             |        |
| 27 ottobre 2023   | 2 novembre 2023   | TalkinToys                | Bleeding             | [ 25 ] |
| 3 novembre 2023   | 9 novembre 2023   | Jung Kook                 | Standing Next to You | [ 26 ] |
| 10 novembre 2023  | 16 novembre 2023  | Jung Kook                 | Standing Next to You |        |
| 17 novembre 2023  | 23 novembre 2023  | Jung Kook                 | Standing Next to You |        |
| 24 novembre 2023  | 30 novembre 2023  | Majid Al Mohandis         | Janant Galbi         |        |
| 1 dicembre 2023   | 7 dicembre 2023   | Sherine                   | Kalam Eneih          |        |
| 8 dicembre 2023   | 14 dicembre 2023  | Ayed                      | RDY                  |        |
| 15 dicembre 2023  | 21 dicembre 2023  | Ayed                      | RDY                  |        |
| 22 dicembre 2023  | 28 dicembre 2023  | Ayed                      | RDY                  |        |

### 2024
| Settimana         | Settimana         | Artista                               | Brano               | Note |
| Inizio            | Fine              | Artista                               | Brano               | Note |
| ----------------- | ----------------- | ------------------------------------- | ------------------- | ---- |
| 29 dicembre 2023  | 4 gennaio 2024    | Fouad Abdulwahed                      | Kel Ahebek          |      |
| 5 gennaio 2024    | 11 gennaio 2024   | Fouad Abdulwahed                      | Kel Ahebek          |      |
| 12 gennaio 2024   | 18 gennaio 2024   | Fouad Abdulwahed                      | Kel Ahebek          |      |
| 19 gennaio 2024   | 25 gennaio 2024   | Tamer Ashour                          | Haygeley Mwgoa3     |      |
| 26 gennaio 2024   | 1 febbraio 2024   | Tamer Ashour                          | Haygeley Mwgoa3     |      |
| 2 febbraio 2024   | 8 febbraio 2024   | Tamer Ashour                          | Haygeley Mwgoa3     |      |
| 9 febbraio 2024   | 15 febbraio 2024  | Tamer Ashour                          | Haygeley Mwgoa3     |      |
| 16 febbraio 2024  | 22 febbraio 2024  | Tamer Ashour                          | Haygeley Mwgoa3     |      |
| 23 febbraio 2024  | 29 febbraio 2024  | Tamer Ashour                          | Haygeley Mwgoa3     |      |
| 1 marzo 2024      | 7 marzo 2024      | Tamer Ashour                          | Haygeley Mwgoa3     |      |
| 8 marzo 2024      | 14 marzo 2024     | Tamer Ashour                          | Haygeley Mwgoa3     |      |
| 15 marzo 2024     | 21 marzo 2024     | Tamer Ashour                          | Haygeley Mwgoa3     |      |
| 22 marzo 2024     | 28 marzo 2024     | V                                     | Fri(end)s           |      |
| 29 marzo 2024     | 4 aprile 2024     | Future, Metro Boomin e Kendrick Lamar | Like That           |      |
| 5 aprile 2024     | 11 aprile 2024    | Future, Metro Boomin e Kendrick Lamar | Like That           |      |
| 12 aprile 2024    | 18 aprile 2024    | Tamer Ashour                          | Haygeley Mwgoa3     |      |
| 19 aprile 2024    | 25 aprile 2024    | Tamer Ashour                          | Haygeley Mwgoa3     |      |
| 26 aprile 2024    | 2 maggio 2024     | Tamer Ashour                          | Haygeley Mwgoa3     |      |
| 3 maggio 2024     | 9 maggio 2024     | Tamer Ashour                          | Haygeley Mwgoa3     |      |
| 10 maggio 2024    | 16 maggio 2024    | Ramy Gamal                            | Beykalemony         |      |
| 17 maggio 2024    | 23 maggio 2024    | Kendrick Lamar                        | Not Like Us         |      |
| 24 maggio 2024    | 30 maggio 2024    | Kendrick Lamar                        | Not Like Us         |      |
| 31 maggio 2024    | 6 giugno 2024     | Sabrina Carpenter                     | Espresso            |      |
| 7 giugno 2024     | 13 giugno 2024    | Eminem                                | Houdini             |      |
| 14 giugno 2024    | 20 giugno 2024    | Sabrina Carpenter                     | Espresso            |      |
| 21 giugno 2024    | 27 giugno 2024    | Sabrina Carpenter                     | Espresso            |      |
| 28 giugno 2024    | 4 luglio 2024     | Sabrina Carpenter                     | Espresso            |      |
| 5 luglio 2024     | 11 luglio 2024    | Assala                                | Yamorr W Ma Yesalem |      |
| 12 luglio 2024    | 18 luglio 2024    | Kendrick Lamar                        | Not Like Us         |      |
| 19 luglio 2024    | 25 luglio 2024    | Kendrick Lamar                        | Not Like Us         |      |
| 26 luglio 2024    | 1 agosto 2024     | Jimin                                 | Who                 |      |
| 2 agosto 2024     | 8 agosto 2024     | Ayed                                  | Lammah              |      |
| 9 agosto 2024     | 15 agosto 2024    | Ayed                                  | Lammah              |      |
| 16 agosto 2024    | 22 agosto 2024    | Ayed                                  | Lammah              |      |
| 23 agosto 2024    | 29 agosto 2024    | Ayed                                  | Lammah              |      |
| 30 agosto 2024    | 5 settembre 2024  | Ayed                                  | Lammah              |      |
| 6 settembre 2024  | 12 settembre 2024 | Ayed                                  | Lammah              |      |
| 13 settembre 2024 | 19 settembre 2024 | Ayed                                  | Lammah              |      |
| 20 settembre 2024 | 26 settembre 2024 | Ayed                                  | Lammah              |      |
| 27 settembre 2024 | 3 ottobre 2024    | Ayed                                  | Lammah              |      |
| 4 ottobre 2024    | 10 ottobre 2024   | Ayed                                  | Lammah              |      |
| 11 ottobre 2024   | 17 ottobre 2024   | Ayed                                  | Lammah              |      |
| 18 ottobre 2024   | 24 ottobre 2024   | Ayed                                  | Lammah              |      |
| 25 ottobre 2024   | 31 ottobre 2024   | Rosé e Bruno Mars                     | Apt.                |      |
| 1 novembre 2024   | 7 novembre 2024   | Rosé e Bruno Mars                     | Apt.                |      |
| 8 novembre 2024   | 14 novembre 2024  | Rosé e Bruno Mars                     | Apt.                |      |
| 15 novembre 2024  | 21 novembre 2024  | Hamza Al Muhmdawi                     | Awl Mara            |      |
| 22 novembre 2024  | 28 novembre 2024  | Hamza Al Muhmdawi                     | Awl Mara            |      |
| 29 novembre 2024  | 5 dicembre 2024   | Hamza Al Muhmdawi                     | Awl Mara            |      |
| 6 dicembre 2024   | 12 dicembre 2024  | Hamza Al Muhmdawi                     | Awl Mara            |      |
| 13 dicembre 2024  | 19 dicembre 2024  | Rosé e Bruno Mars                     | Apt.                |      |
| 20 dicembre 2024  | 26 dicembre 2024  | Hamza Al Muhmdawi                     | Awl Mara            |      |

### 2025
| Settimana        | Settimana       | Artista                | Brano            | Note |
| Inizio           | Fine            | Artista                | Brano            | Note |
| ---------------- | --------------- | ---------------------- | ---------------- | ---- |
| 27 dicembre 2024 | 2 gennaio 2025  | Hamza Al Muhmdawi      | Awl Mara         |      |
| 3 gennaio 2025   | 9 gennaio 2025  | Hamza Al Muhmdawi      | Awl Mara         |      |
| 10 gennaio 2025  | 16 gennaio 2025 | Bruno Mars e Lady Gaga | Die with a Smile |      |
| 17 gennaio 2025  | 23 gennaio 2025 | Bruno Mars e Lady Gaga | Die with a Smile |      |
| 24 gennaio 2025  | 30 gennaio 2025 | Bruno Mars e Lady Gaga | Die with a Smile |      |
| 31 gennaio 2025  | 6 febbraio 2025 | Bruno Mars e Lady Gaga | Die with a Smile |      |